# Арктические почвы

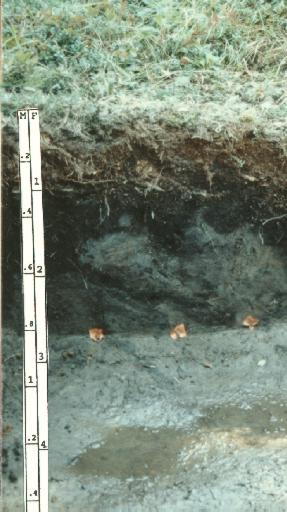
Арктические почвы

Аркти́ческие по́чвы — почвы, которые формируются в арктическом поясе, преимущественно на островах Северного Ледовитого океана.

## Формирование
Низкая температура воздуха, многолетняя мерзлота, развитие солифлюкции и избыточное увлажнение обуславливают угнетенность процессов почвообразования, по этой причине развивается преимущественно маломощная слабогумусированная разновидность почв с укороченным профилем и невыраженными генетическими горизонтами. Арктические почвы имеют слабокислую или близкую к нейтральной реакцию, оглеение (восстановительные процессы) отсутствует.

## География
Находятся главным образом в Сибири, на Аляске и в Канаде. Меньшие по площади области этих почв находятся в Андах (в основном, недалеко от стыка границ Чили, Боливии и Аргентины), Тибете, Северной Скандинавии и свободных ото льда частях Гренландии и Антарктиды. Ископаемые арктические почвы известны еще в ледниковых периодах докембрия 900 миллионов лет назад.